# Marwit
Marwit – polska firma z branży owocowo-warzywnej z siedzibą w Złejwsi Wielkiej. Od 2021 w upadłości.

## Historia
Początkowo nosiła nazwę Maciej Jóźwicki i mieściła się na terenie Toruńskich Zakładów Czesankowych Merinotex. W swoich początkach wytwarzała skromną liczbę 600 butelek soków na dzień i rozprowadzała je w samym Toruniu. Następnie przeniosła siedzibę pod Toruń do Złejwsi Wielkiej. Po 5 latach działalności rozpoczęła sprzedaż soków w dużych miastach polskich: Warszawie, Szczecinie, Poznaniu, Łodzi i Katowicach. 
Marwit stopniowo rozszerzał wybór sprzedawanych soków, wprowadził sprzedaż małych surowych marchewek Marwitek i soku buraczano-jabłkowego. Firma produkowała 13 soków o różnych smakach, m.in. 1-dniowy sok marchewkowy, sok pomarańczowy oraz soki warzywne, np. sok marchewkowo-selerowy. Wytwarzała również gotowe świeże sałatki, smoothie, surówki i marchewki Marwitki.
Produkty eksportowane były do takich krajów, jak Kanada, USA, Szwecja, Francja, Portugalia, Niemcy, Czechy, Szkocja i Irlandia.
Od 2001 roku Marwit wspierał drużynę sportową KS Marwit Toruń.
Problemy pojawiły się w wyniku lockdownów podczas pandemii COVID-19.